# Kareem Martin
Kareem Martin (Roanoke Rapids, 19 febbraio 1992) è un giocatore di football americano statunitense che gioca nel ruolo di defensive end per i New York Giants della National Football League (NFL). Fu scelto dagli Arizona Cardinals nel corso del terzo giro (84º assoluto) del Draft NFL 2014. Al college giocò a football all'Università della Carolina del Nord a Chapel Hill.

## Carriera universitaria

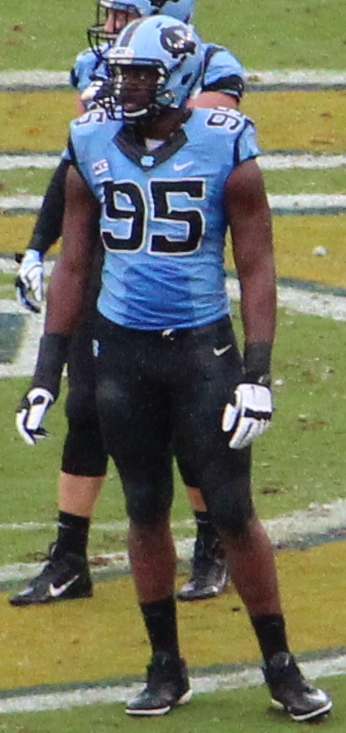
Martin nel 2013.

Dopo aver giocato a football per la Roanoke Rapids High School della sua città natale, Roanoke Rapids, presso la quale fu nominato due volte Difensore dell'Anno dell'area ed Atleta dell'Anno da parte della North Carolina High School Athletic Association e dopo esser stato inserito al 28º posto tra i migliori defensive end della nazione della sua classe, da parte del celebre sito di scouting Rivals.com, Martin decise di accettare la borsa di studio offertagli da North Carolina, scartando così le proposte pervenutegli da parte di Duke e Virginia Tech.
Nel suo primo anno collegiale, Martin prese parte a 11 incontri, partendo 3 volte come titolare e totalizzando 16 tackle (7 solitari e 9 assistiti) di cui 1,5 con perdita di yard un passaggio deviato e 2 pressioni sul quarterback. Divenuto titolare fisso nel 2011 (scese in campo dall'inizio in tutti e 13 gli incontri stagionali dei Tar Heels), Martin collezionò 40 tackle (di cui 7 con perdita di yard), 4 sack, un fumble recuperato, 6 passaggi deviati e 5 pressioni sul quarterback.
L'anno seguente fu nuovamente titolare in tutti gli incontri disputati da North Carolina (12 stavolta, poiché la sua squadra non ebbe accesso ad alcun Bowl di fine stagione), mettendo ancora una volta a segno 40 tackle (di cui però stavolta ben 15,5 con una perdita di terreno per l'avversario pari complessivamente a 56 yard), 4 sack, 8 pressioni sul quarterback, 3 passaggi deviati, un fumble forzato ed uno recuperato. Egli fece registrare almeno un tackle con perdita di yard in 10 delle 12 gare cui prese parte, facendo registrare un massimo di 7 tackle messi a referto nel solo match contro Duke. Per queste prestazioni egli fu inoltre inserito nel Second-team All-ACC, che individua i migliori giocatori dell'anno della Atlantic Coast Conference. Nel suo ultimo anno si confermò uno dei migliori defensive end del panorama nazionale, chiudendo la stagione con 82 tackle (di cui 21,5 con perdita di yard), 11,5 sack, 14 pressioni sul quarterback, 3 fumble forzati e 2 recuperati, guadagnandosi l'inserimento nel First-team All-ACC e la convocazione al Senior Bowl.

### Università
- Music City Bowl: 1

North Carolina Tar Heels: 2010
- Belk Bowl: 1

North Carolina Tar Heels: 2013

### Individuale
- First-team All-ACC: 1

2013
- Second-team All-ACC: 1

2012

## Carriera professionistica

### Arizona Cardinals
Martin era considerato uno dei migliori defensive end eleggibili nel Draft NFL 2014, nel quale era pronosticato per essere selezionato durante il secondo giro. Il 10 maggio fu scelto nel corso del terzo giro dagli Arizona Cardinals. Debuttò come professionista subentrando nella settimana 2 contro i New York Giants e mettendo a segno un tackle. Il primo sack in carriera lo fece registrare nella vittoria della settimana 10 sui St. Louis Rams. La sua prima stagione si chiuse con tackle in 11 presenze, di cui due come titolare.

### New York Giants
Divenuto free agent, il 15 marzo del 2018 Martin firmò con i New York Giants firmando un contratto triennale del valore di 21 milioni di dollari, 7,5 milioni dei quali garantiti.

## Statistiche
| Partite totali      | 56  |
| Partite da titolare | 14  |
| Tackle totali       | 33  |
| Sack fatti          | 3.5 |
| Intercetti          | 1   |
| Assist              | 9   |

Statistiche aggiornate alla stagione 2017